# Зав'ялов Михайло Михайлович
Михайло Михайлович Зав'ялов (нар. 11 червня 1938, Омськ) — український радянський боксер та тренер, український тренер та спортивний функціонер, заслужений тренер СРСР (1975). Тренував збірну команду України. Входив до складу колективу тренерів збірної СРСР на Олімпійських іграх 1980. З 1992 президент Національної ліги професійного боксу України.